# Halle-Ingooigem
La Halle-Ingooigem es una carrera ciclista que se realiza en belga en entre las ciudades de Halle e Ingooigem.
Creada en 1945 bajo el nombre de Bruxelles-Ingooigem, desde la creación de los Circuitos Continentales UCI en 2005 forma parte del UCI Europe Tour, dentro de la categoría 1.1.

## Palmarés
| Año                               | Ganador                | Segundo                   | Tercero             |           |
| --------------------------------- | ---------------------- | ------------------------- | ------------------- | --------- |
| Bruxelles-Ingooigem               |                        |                           |                     |           |
| 1945                              | Rik Van Steenbergen    | Albéric Schotte           | Albert Sercu        |           |
| 1946                              | Edward van Dijck       | Albéric Schotte           | Roger Cnockaert     |           |
| 1947                              | Ernest Sterckx         | Maurice van Herzele       | Gerrit Schulte      |           |
| 1948-1950 ediciones no realizadas |                        |                           |                     |           |
| 1951                              | Maurice Blomme         | Roger De Corte            | Lucien Mathys       |           |
| 1952                              | Germain Derycke        | Roger Decock              | Maurice Mollin      |           |
| 1953                              | Jan De Valck           | André Declerck            | Gabriel Lameire     |           |
| 1954                              | Valère Ollivier        | Jan De Valck Roger Decock |                     |           |
| 1955                              | Roger Decock           | Maurice Joye              | Maurice Blomme      |           |
| 1956                              | Jozef Schils           | Rik Luyten                | Germain Derycke     |           |
| 1957                              | Leon Van Daele         | Jozef Schils              | Willy Truye         |           |
| 1958                              | Louis Proost           | Leon Van Daele            | André Noyelle       |           |
| 1959                              | Noël Foré              | Willy Schroeders          | Oswald Declercq     |           |
| 1960                              | Oswald Declercq        | Gustaaf Van Vaerenbergh   | Willy Haelterman    |           |
| 1961                              | Georges Decraeye       | Roger De Coninck          | Roger Coppens       |           |
| 1962                              | Benoni Beheyt          | Gilbert Desmet            | Jef Planckaert      |           |
| 1963                              | Willy Schroeders       | Louis Proost              | Georges Decraeye    |           |
| 1964                              | Walter Boucquet        | Théo Mertens              | Arthur Decabooter   |           |
| 1965                              | Willy Bocklandt        | Benoni Beheyt             | Carmine Preziosi    |           |
| 1966                              | Herman Van Springel    | Lionel Van Damme          | Albert Lacroix      |           |
| 1967                              | Daniel van Ryckeghem   | Bernard Van de Kerckhove  | Raymond Steegmans   |           |
| 1968                              | Romain Furnière        | Etienne Buysse            | Rik Van Looy        |           |
| 1969                              | Roger de Vlaeminck     | Victor Van Schil          | Etienne Sonck       |           |
| 1970                              | Herman Vrijders        | Jos Deschoenmaecker       | Marc De Block       |           |
| 1971                              | Noël Van Clooster      | Roger Swerts              | Eric Leman          |           |
| 1972                              | Tony Gakens            | Eddy Verstraeten          | Dirk Baert          |           |
| 1973                              | Wilfried David         | Julien Van Geebergen      | Roger Vershaeve     |           |
| 1974                              | Patrick Sercu          | Willy Van Malderghem      | Ronny De Bisschop   |           |
| 1975                              | Marc Meernhout         | Willy Teirlinck           | Dirk Baert          |           |
| 1976                              | Joseph Jacobs          | Serge Vandaele            | Pol Verschuere      |           |
| 1977                              | Walter Planckaert      | Willy Teirlinck           | Frans Van Looy      |           |
| 1978                              | Dirk Baert             | Ferdinand Bracke          | Jacques Martin      |           |
| 1979                              | Emiel Gysemans         | Walter Dalgal             | Lucien van Impe     |           |
| 1980                              | Frans Van Looy         | Jan Bogaert               | Patrick Devos       |           |
| 1981                              | Paul Wellens           | Eddy Verstraeten          | Willy Scheers       |           |
| 1982                              | Jos Schipper           | Alain Desaever            | Willem Peeters      |           |
| 1983                              | Eddy Planckaert        | Ludo Frijns               | Willy Teirlinck     |           |
| 1984                              | Willy Teirlinck        | Luc Meersman              | Dirk Baert          |           |
| 1985                              | Eddy Vanhaerens        | William Tackaert          | Marc Van Geel       |           |
| 1986                              | Eric Vanderaerden      | Eddy Planckaert           | Eddy Vanhaerens     |           |
| 1987                              | Dirk Clarysse          | Johan Capiot              | Yvan Lamote         |           |
| 1988                              | Gino De Backer         | Jan Bogaert               | Marnix Lameire      |           |
| 1989                              | Hendrik Redant         | Patrick Tolhoek           | Nico Emonds         |           |
| 1990                              | Ludo Giesberts         | Michel Vermote            | Gino De Backer      |           |
| 1991                              | Patrick Van Roosbroeck | Hendrik Redant            | Jonas Romanovas     |           |
| 1992                              | David Windels          | Didier Priem              | Patrick Evenepoel   |           |
| 1993                              | Johan Devos            | Kurt Verleden             | Peter De Frenne     |           |
| 1994                              | Eric van Lancker       | Ludo Dierckxsens          | Wim Omloop          |           |
| 1995                              | Frank Corvers          | Eric De Clercq            | Pascal Elaut        |           |
| 1996                              | Erwin Thijs            | Willy Willems             | Jans Koerts         |           |
| 1997                              | Michel Vanhaecke       | Davy Dubbeldam            | Ronny Assez         |           |
| 1998                              | Serguéi Ivanov         | Geert Van Bondt           | Frank Høj           |           |
| 1999                              | Wim Omloop             | Jurgen Vermeersch         | Tom Stremersch      |           |
| 2000                              | Hans De Clercq         | Wim Omloop                | Gert Vanderaerden   |           |
| 2001                              | Bert Roesems           | Gordon McCauley           | Mindaugas Goncaras  |           |
| 2002                              | Danny Daelman          | Jan van Velzen            | Andy Cappelle       |           |
| 2003                              | Jans Koerts            | Jan Kuyckx                | Ruud Aerts          |           |
| 2004                              | Steven Caethoven       | Bert De Waele             | Gorik Gardeyn       |           |
| 2005                              | Bert Roesems           | Nico Sijmens              | Johnny Hoogerland   |           |
| Halle-Ingooigem                   |                        |                           |                     |           |
| 2006                              | Baden Cooke            | Jan Kuyckx                | Sébastien Rosseler  |           |
| 2007                              | Janek Tombak           | Christian Murro           | Maarten Wynants     |           |
| 2008                              | Gert Steegmans         | Luke Roberts              | Stuart Shaw         |           |
| 2009                              | Jurgen Van de Walle    | Mitchell Docker           | Gene Bates          |           |
| 2010                              | Jurgen Van de Walle    | Arnoud van Groen          | Greg Van Avermaet   |           |
| 2011                              | Roy Curvers            | Pieter Jacobs             | Gianni Meersman     |           |
| 2012                              | Nacer Bouhanni         | Arnaud Démare             | Tom Veelers         |           |
| 2013                              | Kenny Dehaes           | Luka Mezgec               | Nacer Bouhanni      |           |
| 2014                              | Arnaud Démare          | Kris Boeckmans            | Michael Van Staeyen |           |
| 2015                              | Nacer Bouhanni         | Kris Boeckmans            | Edward Theuns       |           |
| 2016                              | Dries De Bondt         | Jens Keukeleire           | Edward Theuns       |           |
| 2017                              | Arnaud Démare          | Edward Theuns             | Iljo Keisse         |           |
| 2018                              | Danny van Poppel       | Fabio Jakobsen            | Sean De Bie         |           |
| 2019                              | Dries De Bondt         | Piotr Havik               | Philippe Gilbert    |           |
| 2021                              | cancelada              | cancelada                 | cancelada           | cancelada |
| 2022                              | cancelada              | cancelada                 | cancelada           | cancelada |

## Palmarés por países
| País         | Victorias |
| ------------ | --------- |
| Bélgica      | 61        |
| Francia      | 4         |
| Países Bajos | 4         |
| Australia    | 1         |
| Estonia      | 1         |
| Rusia        | 1         |